# Marco Papírio Mugilano
Marco Papírio Mugilano (em latim: Marcus Papirius Mugillanus) ou Marco Papírio Atratino (em latim: Marcus Papirius Atratinus) foi um político da gente Papíria nos primeiros anos da República Romana eleito cônsul em 411 a.C. com Espúrio Náucio Rutilo. Foi também eleito tribuno consular por duas vezes, em 418 e 416 a.C. Era filho de Lúcio Papírio Mugilano, cônsul em 444 a.C. e censor em 443 a.C., e irmão de Lúcio Papírio Mugilano, cônsul em 427 a.C., tribuno consular em 422 e censor em 418 a.C.. 

## Primeiro tribunato (418 a.C.)
Em 418, foi eleito tribuno consular pela primeira vez, com Caio Servílio Áxila e Lúcio Sérgio Fidenato.
Neste ano foi decidido declarar guerra contra os labicanos depois que os tuscolanos contaram aos senadores que eles estavam acampados, armados, perto do monte Algido, reforçados pelos équos.
Imediatamente surgiram divergências entre os tribunos sobre como deveria ser conduzida a campanha militar e somente a intervenção de Quinto Servílio Prisco Fidenato, nomeado ditador em 435 a.C., para conduzir a campanha é que se conseguiu definir que ficaria encarregado do quê.
| “ | Como não havia respeito nem por este fórum e nem pela república, ira dirimir esta contenda a autoridade paternal: meu filho irá governar a cidade sem que seja necessário recorrer ao sorteio. Eu realmente espero que os que aspiram comandar numa guerra saibam como utilizar melhor a razão e a harmonia do que o simples desejo. | ” |
|   | — Lívio, "Ab Urbe Condita libri" IV, 4, 45. |   |

Assim, enquanto Caio Servílio, filho de Quinto, presidia a cidade, Lúcio Sérgio e Marco Papírio conduziram as legiões até o acampamento inimigo. Mas as divergências entre os dois tribunos não cessou, mas ao fim concordaram em comadar o exército completo em dias alternados.
E foi justamente quando o comando do exército estava com Lúcio Sérgio que os romanos foram surpreendidos em uma posição desvantajosa pelos équos, que não tiveram dificuldade de matar muitos e colocar o resto em fuga.
Chegando à cidade a notícia da derrota, se decide então nomear Quinto Servílio ditador, unificando o comando das operações numa tentativa de evitar novas derrotas. E, de fato, sob a liderança do ditador, os romanos conseguiram primeiro derrotar os équos, expulsando-os de seu campo, e depois tomaram Labico, que foi saqueada e incendiada.
No final, depois desta grande vitória, o Senado Romano decidiu enviar a Labicano 1 500 colonos, cada um deles com direito a 2 000 acres de terra.

## Segundo tribunato (416 a.C.)
Em 416, foi eleito tribuno consular com Espúrio Náucio Rutilo, Aulo Semprônio Atratino e Quinto Fábio Vibulano Ambusto.
Este ano, como o anterior, foi caracterizado por um cenário externo tranquilo e tensões crescentes internamente por causa da questão agrária por parte dos tribunos da plebe Marco Metílio e Espúrio Mecílio.

## Consulado (411 a.C.)
Marco Papírio foi eleito cônsul em 411 a.C. com Espúrio Náucio Rutilo, num ano que Roma sofria com uma epidemia (e a fome resultante) iniciada no ano anterior, que os cônsules tentaram remediar importando cereais da Sicília e das cidades etruscas do vale do Tibre.